# کارکس پنسیلوانیکا
کارکس پنسیلوانیکا (نام علمی: Carex pensylvanica) نام یک گونه از سرده جگن است.